# Seleção Neozelandesa de Rugby Sevens Feminino
A Seleção Neozelandesa de rugby sevens representa a Nova Zelândia nos torneios de rugby sevens. É uma das seleções mais vitoriosas do esporte, tendo conquistado diversas edições da Copa do Mundo de Rugby Sevens e da Série Mundial Feminina de Rugby Sevens.
Em 2021, participou da modalidade nos Jogos Olímpicos de Verão de 2020 em Tóquio. Jogando contra a França, conquistou a primeira medalha de ouro vencendo a adversária por 26-12 em 31 de julho.
Em 2024, obteve novamente o título olímpico em Paris a derrotar o Canadá por 19–12 na final.

## Desempenho

### Jogos Olímpicos
| 2016  | Vice-campeã | 2º  | 6  | 5  | 0 | 1 |
| 2020  | Campeãs     | 6º  | 6  | 6  | 0 | 0 |
| 2024  | Campeãs     | 6º  | 6  | 6  | 0 | 0 |
| Total | 1 títulos   | 1/2 | 18 | 17 | 0 | 1 |

### Copa do Mundo
| 2009  | Vice-campeã | 2º  | 6  | 5  | 0 | 1 |
| 2013  | Campeãs     | 1º  | 6  | 6  | 0 | 0 |
| 2018  | Campeãs     | 1º  | 6  | 6  | 0 | 0 |
| Total | 1 título    | 2/3 | 18 | 17 | 0 | 1 |